# Лаэрру
Лаэрру (итал. Laerru) — коммуна в Италии, располагается в регионе Сардиния, в провинции Сассари.
Население составляет 1029 человек (2008 г.), плотность населения составляет 52 чел./км². Занимает площадь 20 км². Почтовый индекс — 7030. Телефонный код — 079.
Покровителем населённого пункта считается святая Маргарита, празднование 20 июля.

## Демография
Динамика населения:

## Администрация коммуны
- Официальный сайт: http://www.comunelaerru.ss.it/